# Leap to Fame

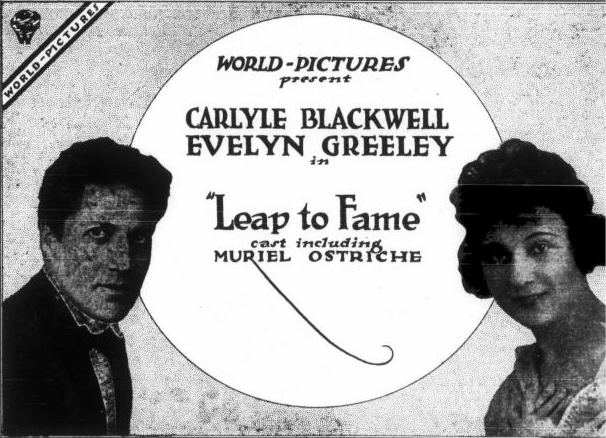
Anunci de la pel·lícula aparegut a la revista Variety el 10 de maig de 1918

Leap to fame és una pel·lícula muda de la World Film Company dirigida per Carlyle Blackwell Jr. i interpretada per Carlyle Blackwell, Evelyn Greeley i Muriel Ostriche, entre d'altres. Es va estrenar el 29 d'abril de 1918.

## Argument
El jutge Hendricks Trevor envia el seu fill Charles a Nova York per treballar com a periodista al Clarion amb l'esperança que això el farà madurar. El seu primer encàrrec el porta als jutjats de Jefferson Market on veu com un home acusat de ser un espia alemany escapa de la sala. Charlie agafa un taxi i segueix l'espia i els seus còmplices a la casa d'un inventor, la filla del qual, Dorothy, està rebuscant pel seu escriptori intentant localitzar la fórmula d'un invent important. Els espies agafen Dorothy, però Charlie els captura i els envia a la policia. A continuació, Dorothy és segrestada per Carl Hoffman, un altre còmplice de l'espia. Després d'una sèrie d'aventures, Charlie i la policia rescaten a Dorothy i donen la fórmula a les autoritats. Al final, el jutge Trevor dona la benvinguda amb orgull al seu fill ja casat amb Dorothy.

## Repartiment
- Carlyle Blackwell (Charles Trevor)
- Evelyn Greeley (Dorothy)
- Muriel Ostriche (Tootsie Brown)
- Alec B. Francis (jutge Hendricks Trevor)
- Lionel Belmore (Carl Hoffman)
- Frank Beamish (editor)
- Philip Van Loan (Tony Figlio)
- William Norton Bailey (criat de Hoffman)
- Benny Nedell (Oscar)